# 913 Otila
913 Otila eller 1919 FL är en asteroid i huvudbältet, som upptäcktes den 19 maj 1919 av den tyske astronomen Karl Wilhelm Reinmuth i Heidelberg.
Asteroiden har en diameter på ungefär 11 kilometer och den tillhör asteroidgruppen Flora.